# Coupe des Pays-Bas de football 1957-1958
Navigation
Édition précédente Édition suivante
La Coupe des Pays-Bas de football 1957-1958, nommée la KNVB beker, est la 41e édition de la Coupe des Pays-Bas.

## Finale
La finale se joue le 26 juin 1958 au stade olympique d'Amsterdam. Le Sparta Rotterdam bat Volendam 4 à 3 et remporte son premier titre.